# Sinfonia n. 4 (Schubert)
La Sinfonia n. 4 in do minore D 417, anche nota come La Tragica, fu composta da Franz Schubert nel 1816, all'età di 19 anni.
Con l'Incompiuta, è la sola sinfonia di Schubert in tonalità minore.
La prima esecuzione ebbe luogo a Lipsia il 19 novembre 1849, più di 20 anni dopo la morte del musicista. La durata di esecuzione è attorno ai 30 minuti. Il titolo è dovuto allo stesso compositore; tuttavia la sinfonia ha un carattere molto patetico piuttosto che tragico.

## Struttura
La sinfonia si divide in quattro movimenti.
1. Adagio molto - Allegro vivace
2. Andante
3. Minuetto - Allegretto vivace
4. Allegro